# کروبیسین
کروبیسین (به انگلیسی: Carubicin) با فرمول شیمیایی C۲۶H۲۷NO۱۰ یک ترکیب شیمیایی با شناسه پاب‌کم ۴۴۳۸۳۱ است. که جرم مولی آن ۵۱۳٫۴۹ g/mol می‌باشد. 